# 蕎麦饅頭

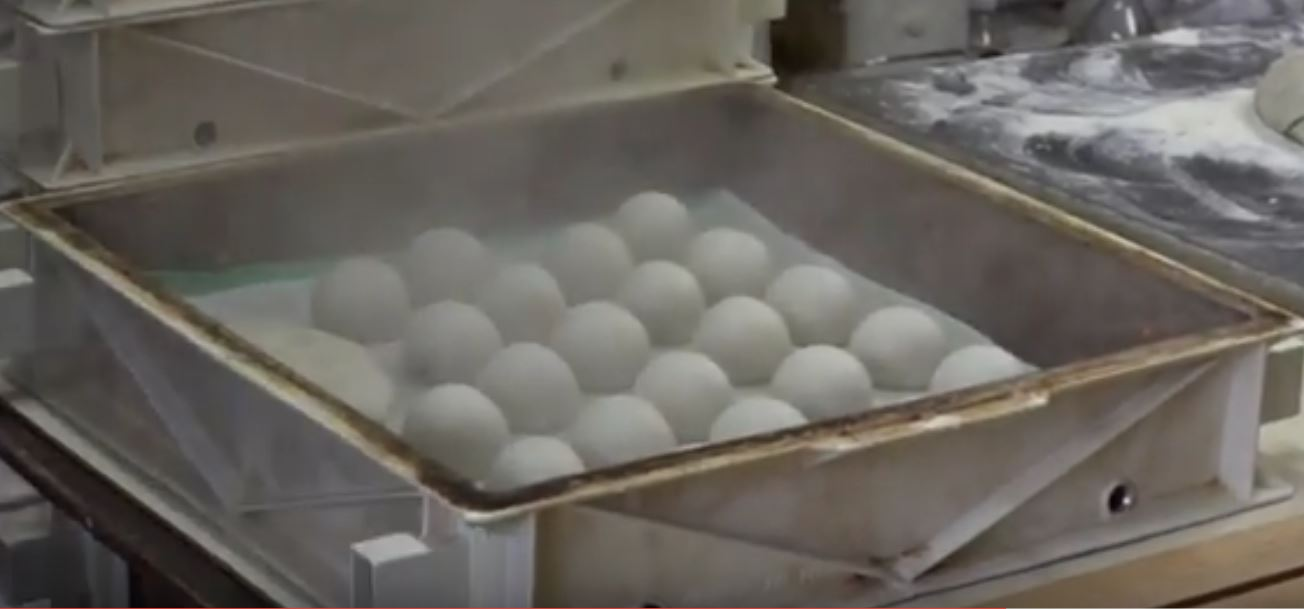
蒸された蕎麦饅頭。

蕎麦饅頭（そばまんじゅう）は、そば粉を使用した生地で、餡を包んで、蒸すまたは焼いた和菓子である。そば粉に加え小麦粉や米の粉などを混ぜた物もある。基本的には、ヤマノイモ、ツクネイモ、ヤマトイモなどを摺りおろし、よく練って泡立てたもので生地を膨らませるが、ベーキングパウダーなどで膨らませたものもある。

## 歴史
蕎麦饅頭が、いつどこで作られたかははっきりしない。守貞謾稿に、『江戸近年の制なるべし。そば粉をもって皮とし、舶来霜糖を以て小豆餡を製し精製也。形小にして貴価也（守貞謾稿から引用）」とあることから、幕末にはすでに蕎麦饅頭が作られていたことがわかる。また「そばは非か、饅頭の皮を薯蕷を以て製す。故に京阪にはじやうよ饅頭と云（守貞謾稿から引用）」ともあることから、薯蕷饅頭から派生したものと考えられる。

## 蕎麦饅頭の作り方
ヤマトイモ、ツクネイモ、ジネンジョなどを、皮を剥き、目の細かい卸し金ですりおろす。
これをすり鉢で砂糖と練り合わせ細かな気泡をふくませる。
ボウルにそば粉を入れ、すり鉢から上白糖とすり合わせた芋を入れてこねあわせ、適度な固さとなったら適量をちぎりとり餡をつつむ。
これを蒸籠に並べて蒸す。